# Bitka kod Savudrije
Bitka kod Savudrije (tal. battaglia di Salvore, battaglia navale di punta San Salvatore), pomorska bitka iz 12. stoljeća.
Odvila se kod rta Savudrije 1177., tek nekoliko mjeseci poslije bitke kod Legnana. Preko sto galija sudjelovalo je u sukobu mletačke i mornarice Svetoga Rimskog Carstva. Mletačka strana bila je slabija, ali su se bolje postavili. Dužd je s tridesetak galija stao u zasjedu i napao dvostruko veću flotu rimsko-njemačkog cara Fridrika Barbarosse. Brojčana nadmoć u trenutku zasjede nije značila prednost spretnoj mletačkoj mornarici. Carev sin Oton shvatio je da je poraz neminovan te se pokušao spasiti bijegom. Bijeg je uspio. Svojim je brodom otplovio ka obali i skrio se na mjestu današnje Savudrije. Sklonio se u staroj rimskoj cisterni za vodu. Budući da se kralj tako spasio, tako je (prema pučkoj etimologiji) nastalo talijansko ime za mjesto Savudriju - Salvore (salvo re), "spašen kralj". Bitku je oslikao sin legendarnog talijanskog slikara Tintoretta impresivnom slikom koja vrvi vojnicima i nasiljem. Slika se nalazi u Duždevoj palači. Mlečane su u bitci pomogli istarski gradovi i papa Aleksandar III.
Bitku su također naslikali Spinello Aretino i Domenico Rossetti. Detalji bitke nalaze se oslikani u Javnoj palači u Sieni u Storie di papa Alessandro III.